# Armada colombiana
L'Armada de la República de Colòmbia, també coneguda com a Armada Nacional, és la força militar marítima legítima de la República de Colòmbia. A través de l'exercici del seu poder naval, contribueix a garantir la independència de la Nació, mantenir la integritat territorial, la defensa de l'Estat i les seves Institucions en la seva jurisdicció: les zones marítimes al Pacífic i l'Atlàntic, zones fluvials de l'interior del país i algunes àrees terrestres de la seva responsabilitat. Està constituïda aproximadament per 34.600 militars, dels quals al voltant de 24.000 formen part del Cos d'Infanteria de marina.

## Història
L'Armada de la República de Colòmbia (ARC) comença la seva història des del segle xix, amb la Independència de la República de Colòmbia. L'Armada Nacional va néixer amb la Independència, amb José María García de Toledo com a president de la Junta Suprema de Cartagena. Mitjançant un decret del 17 de setembre del 1810 va crear la Comandància General de Marina, sota el comandament del Capità de Navili Juan Nepomuceno Eslava, fill del virrei Sebastián d'Eslava. El 28 de juny del 1822 el general Francisco de Paula Santander va crear l'Escola Nàutica, la qual va desaparèixer temps després juntament amb els seus vaixells de guerra i els seus marines. El 1907, el general Rafael Reyes Prieto va crear l'Escola Naval a través del decret 783 del 6 de juliol, i acabaria sent clausurada pel General Ramón González València el 28 desembre del 1909.
El conflicte amb el Perú el 1932 va fer reaparèixer la Marina. Es van adquirir vaixells i es va fundar l'Escola de Grumets el 1934 i l'Escola de Cadets el 1935, que avui continuen la seva tasca de formar els homes i dones de mar.

### Segona Guerra Mundial
L'Armada de Colòmbia pren part en el conflicte després de l'atac comès per part dels alemanys a la goleta "Resolute", la qual dies enrere havia rescatat a 27 marines de la Marina Real Britànica. Arran d'això el govern colombià va decidir patrullar les costes pacífica i atlàntica per evitar més esfondraments. El 29 de març del 1944 el vaixell cisterna "ARC Cabimas", comandat pel capità de coberta Federico Diago, cobria la ruta Cartagena-Panamà, transportant gasoil amb l'escorta del destructor "ARC Caldas". Cap a les 8:00 pm va emergir entre els dos vaixells la torreta del submarí alemany O-154, i ràpidament l'ARC Caldas el va disparar. Posteriorment, es van utilitzar càrregues de profunditat, encara que el submarí no va ser enfonsat. Diago va ser condecorat pel govern nacional per aquesta acció.

## Personal i equipament
L'Armada Colombiana compta amb aproximadament 35.000 membres, incloent-hi aproximadament 22.000 Infants de Marina, 8.000 mariners i suboficials, 2.500 oficials, 1.300 cadets i al voltant de 2.000 civils, aquests últims generalment assignats a especialitats tècniques o professionals. Per mantenir la seva operativitat en els 3 escenaris operacionals sota la seva responsabilitat (operacions oceàniques, patrullatge fluvial i guardacostes), l'ARC manté una combinació de vaixells i unitats ajustada a aquests diferents perfils. El focus de la seva operació ha estat generalment orientat cap al patrullatge amb unitats d'armament lleuger i patrullatge fluvial, en particular tenint en compte la situació del conflicte intern colombià; per això, la majoria de les seves unitats són patrullers de mida. Històricament, l'ARC ha tingut forts vincles amb les forces navals dels Estats Units, Alemanya i Espanya, i com a tal, la majoria dels seus equips té les seves arrels a aquestes forces. De manera similar a altres forces navals de la regió, l'Armada Colombiana va adquirir una quantitat significativa d'equipament en els anys de postguerra (1950s i 1960s), i després va tenir un període d'inactivitat entre els 60 i els 80, durant el qual no hi va haver grans adquisicions. En anys més recents, l'Armada Colombiana ha vist dos grans períodes de renovació dels seus equips; el primer, com a resultat de l'ascens del tràfic de drogues cap a finals dels 70 i inicis dels 80, així com l'agreujament de les tensions polítiques al mar Carib en aquesta època per les disputes territorials mantingudes amb els seus veïns (amb Nicaragua, per l'Arxipèlag de Sant Andreu, i amb Veneçuela, per la definició d'àrees marines al voltant de l'Arxipèlag dels Monjos). Aquest període va il·lustrar la necessitat d'una flota de patrullatge més forta al Carib, i va resultar en la compra de les seves unitats més potents fins al moment, les quals són 4 corbetes llança-míssils de la classe "Almirall Padilla" adquirides el 1983 (posteriorment actualitzades a nivell de fragates lleugeres), així com unitats de patrullatge mitjà, essencialment per a control fluvial. El segon període, cap a finals dels 90 i en particular durant la dècada del 2000 al 2010, es va donar com a resultat l'agreujament del conflicte armat intern i va generar el reforçament de les seves capacitats fluvials principalment, incloent la investigació i desenvolupament propis de noves unitats de patrulla fluvial en col·laboració amb l'empresa de drassanes estatal Cotecmar, com ara les noves "Patrulleres de suport fluvial" (PAF), també conegudes com a "nodrisses fluvials", com l'ARC Juan Ricardo Oyola Vera, que han atret l'atenció d'altres forces navals internacionalment, pel seu disseny modern i provat en combat. En l'actualitat, l'ARC està treballant en diversos programes a mitjà (2015) i llarg termini (2020), que inclouen, entre d'altres, l'adquisició d'un nombre de patrulleres de costa (CPV) tipus Fassmer OPV-40 1, 15 d'almenys dos patrullers oceànics (OPV, també coneguts com a PZEE, patruller de zona econòmica) de tipus Fassmer-80, i el desenvolupament d'una plataforma estratègica de superfície, possiblement una fragata, per al 2020.

### Aviació naval
El Comandament d'Aviació Naval opera aproximadament 30 aeronaus d'ala fixa i rotatòria per patrullatge naval, recerca i rescat (SAR) i suport logístic de les unitats i operacions navals i fluvials.
| Aeronaus de l'Armada Colombiana | Aeronaus de l'Armada Colombiana | Aeronaus de l'Armada Colombiana | Aeronaus de l'Armada Colombiana | Aeronaus de l'Armada Colombiana | Aeronaus de l'Armada Colombiana |
| Aeronau                         | Origen                          | Tipus                           | Versió                          | En servei                       | Notes                           |
| Avions                          | Avions                          | Avions                          | Avions                          | Avions                          | Avions                          |
| ------------------------------- | ------------------------------- | ------------------------------- | ------------------------------- | ------------------------------- | ------------------------------- |
| Aero Commander                  | Estats Units                    | Transport utilitari             | Model 690                       | 5                               |                                 |
| CASA C-212 Aviocar              | Espanya                         | Transport                       | C-212-100                       | 1                               |                                 |
| CASA CN-235                     | Espanya                         | Transport / patrulla naval      | -200/-300                       | 3                               |                                 |
| Cessna 206 Stationair           | Estats Units                    | Utilitari                       |                                 | 3                               |                                 |
| Piper PA-28 Cherokee            | Estats Units                    | Utilitari                       |                                 | 3                               |                                 |
| Piper PA-34 Seneca              | Estats Units                    | Utilitari                       |                                 | 4                               |                                 |
| Cessna 208 Grand Caravan        | Estats Units                    | Utilitari                       |                                 | 2                               |                                 |
| Beechcraft Super King Air       | Estats Units                    | Utilitari                       |                                 | 2                               |                                 |
| Helicòpters                     |                                 |                                 |                                 |                                 |                                 |
| Bell 212 Twin Huey              | Estats Units                    | Transport                       |                                 | 1                               |                                 |
| Bell 412                        | Estats Units                    | Transport                       |                                 | 9                               |                                 |
| Bell UH-1N Iroquois             | Estats Units                    | Transport                       |                                 | 6                               |                                 |
| MBB Bo 105                      | Alemanya                        | Utilitari                       | Bo 105CB                        | 2                               |                                 |
| Eurocopter AS 555 Fennec        | França                          | Lluita Anti-superficie          | AS 555                          | 2                               |                                 |